# 山忠本家酒造
山忠本家酒造（やまちゅうほんけしゅぞう）は、愛知県愛西市日置町にある酒造会社。

## 銘柄
山忠本家酒造で製造販売する日本酒は全て「義侠」のブランドである。全てが兵庫県加東市産の特上米を使用する。また、吟醸酒についてはすべて純米規格のみを使用する。水は敷地内の井戸から汲み上げた、木曽川由来の伏流水で、弱硬水である。地元での消費より他県での消費が多い傾向にある。

### ブランドの由来
かつては蔵元と酒の小売業者が年間契約によって商いをしていたが、明治期に日本酒価格が高騰した際にも採算度外視で従来価格を維持し、契約を守りきったことから、当時の小売業者から「男気」を意味する「義侠」の銘を贈られたことに由来するという。

### 商品一覧
- 妙（たへ）

純米大吟醸酒。10年以上寝かせた原酒をブレンドしたもの。
- 慶（よろこび）

純米大吟醸酒。3年古酒と20年以上の古酒をブレンドしたもの。
- 泰（やすらぎ）

純米大吟醸酒。アルコール度数16.5度。
- 侶（ともがら）

純米吟醸酒。アルコール度数が低い13.9度。
- えにし

純米吟醸酒。アルコール度数15.2度。
- 純粋

純米酒。
- きざし

本醸造酒。
- つくり

本醸造酒。

## 受賞歴
- 全国新酒鑑評会（金賞）

1978年（昭和53年）・1979年（昭和54年）・1981年（昭和56年）。1982年（昭和57年）・1984年（昭和59年）・1985年（昭和60年）
- 名古屋国税局新酒鑑評会（入賞）

1980年（昭和55年）・1982年（昭和57年）・1983年（昭和58年）・1984年（昭和59年）・1985年（昭和60年）・1986年（昭和61年）・1989年（平成元年）・1990年（平成2年）